# チカソー戦争
チカソー戦争（-せんそう、英:Chickasaw Wars）は、18世紀にアメリカの植民地化を進めていたイギリス入植政府が、チカソー族インディアンの領土をフランス入植者と奪い合った「インディアン戦争」。

## 概要
18世紀、東部沿岸地帯に入り込んできたイギリスとフランスの入植白人は、肥沃な土地を求めて西方のミシシッピ沿岸まで押し寄せてきていた。そこはチカソー族ら、農耕文化を持つインディアン民族の生活圏だった。
この広大なインディアンの領土を巡って、イギリスはチカソー族と同盟し、フランスはチョクトー族、イリニ族と同盟し、互いの覇権を奪い合ってインディアンたちに代理戦争させた。
フランス人入植者のフランス領ルイジアナはイリノイからルイジアナまでの広大な領土であり、フランスはミシシッピ川にそった交易路の確保を目指して戦った。
当時、フランスの交易路はチカソー族の領土を横切る形になっていた。チカソー族の領土はミシシッピ北部とテネシーの西部を覆うものだった。この戦争で、チカソー族がその領土の保持に成功し、結果的に同盟を組んでいたイギリス、後にはアメリカ合衆国に利するものとなった。
戦争そのものは「フレンチ・インディアン戦争」を終結させる1763年のパリ条約に従い、フランスがイギリスにルイジアナ植民地を含むヌーベルフランス全体を割譲したことで終わった。

## チョクトー族の反撃
ルイジアナ植民地の知事でニューオーリンズの創始者でもあるジャン＝バプティスト・ル・モワン・ド・ビエンビーユは、チカソー族とイギリスとの交易を止めさせようと考えた。1721年、ド・ビエンビーユは友好関係にあったチョクトー族を煽り立てて、チカソー族の集落を襲わせたり、チャールストンに至る交易路で隊商を襲わせた。これに反発したチカソー族は、その集落をより緊密に編成し直して防御を固め、1723年にはサバンナタウンの集落を創ることで、武器の供給源であるイギリスとの結びつきを強めた。続いて今日のメンフィスの近くにあるチカソー絶壁を占領することでミシシッピ川のフランスの交通を抑え、チョクトー族とは和平の取引をした。ド・ビエンビーユ自身は1724年にフランス本国へ呼び戻された。
フランスはそれに続く数年間、断続的にインディアン間の紛争を再燃させることに成功した。チョクトー族はその得意な奇襲戦法を多用し、狩猟隊を襲い、交易業者の馬を殺し、数的優勢を恃んでチカソー族を砦に追い込んだ後で農作場を破壊し、また和平の使者を殺したりした。イリニ族とイロコイ族が北方から偶に加わることがあった。この消耗戦争はチカソー族を疲弊させ、1730年代遅くと特に1740年代初期に危機的な状況にさせた。チョクトー族の内紛によって一時中断される時期があったが、血腥い嫌がらせは1750年代に再開された。チカソー族は意固地になり、その立場はイギリスとより密接に結びつけられることになった。
1734年、ド・ビエンビーユがルイジアナに戻ってきて、ヨーロッパのやり方でチカソー族に対する大々的な作戦を始めた。

## 1736年の遠征

### 戦略的な状況
フランスに敵対するインディアン部族は、チカソー族の他にミシシッピ川の下流を地盤とするナチェズ族がいた。1716年以降、フランスはナチェズ族に対してもチョクトー族と組んでその殲滅作戦を展開していた。1736年までにナチェズ族の多くは殺されるか散り散りになり、チカソー族の中に逃げ込んだ者も多かった。ド・ビエンビーユはナチェズ族の残党を潰すとともにチカソー族もその勢力を減じてやろうと考えた。ド・ビエンビーユは2つの軍隊による連携作戦を考え、軍勢にこう命じた。
「インディアン達には、一目置かせる大胆な攻撃を与え、我々に対する敬意と義務の観念を植え付けることが絶対的に必要である。」
1隊は北方のイリノイ郡にいるピエール・ダルタギエットの軍隊であり、もう1隊は南部のド・ビエンビーユ自身の大きな軍隊であった。2つの軍隊は1736年3月31日にチカソー族の集落で落ち合うこととされた。

### オグーラ・チェトカの戦い
シャルトル砦のダルタギエットはイリノイ郡中から部隊を集めチカソー絶壁に向けて軍を進めた。計画されていたド・モンシェルボーとド・グランプレの分遣隊と落ち合うことは叶わなかったが、ミチガミー族のチカゴーとド・ビンセンヌと共にチカソー族の領土への進軍を再開した。南部の部隊からは進軍が遅れていることと、ダルタギエットの判断で行動してよいという伝言が届いた。
ダルタギエットは待つことが出来ず、また待つ意志もなかったので、130名のフランス正規兵と民兵および366名のイロコイ族、アーカンザス族（クアポー族）、マイアミ族およびイリノイ族戦士と共に、現在のミシシッピ州テューペロの北東にあった孤立した集落「オグーラ・チェトカ」と思われる所に到着した。その日はパームサンデーで3月25日であった。30名のフランス兵を物資の守りに残して、ダルタギエットの北方軍は猛然と攻撃を掛けたが、集落を落とせなかったばかりか、大崩れになり追撃された。その貴重な武器弾薬も奪われた。生き残った者はバラバラに逃げて、遅れていたド・モンシェルボーの部隊に拾われた。ド・ビエンビーユはイロコイ族とアーカンザス族のしっかりとした抵抗が無ければ、一人のフランス人も生き残れなかっただろうと記している。フランスの記録によれば、21名のフランス兵が捕まえられ、その内戦闘で3カ所の傷を負っていたダルタギエットを含む19名が火炙りの刑に処せられた。既に死んでいた者も火の中に投げ込まれた。2名のフランス兵が捕まっているチカソー族酋長との交換のために残されたが、最終的にサウスカロライナのイギリスへ送られた。

### アキアの戦い
フランス南方軍は擲弾兵、正規兵、スイス兵および様々な民兵中隊を含み、1736年3月にモービルで集結した。4月始めに出発して船で川を遡りトムビグビー川に向かった。4月23日、前進基地であるトムベクベ砦に到着し、そこでフランス正規兵と民兵544名とアフリカ黒人奴隷45名を1つの部隊にして、上流でチョクトー族600名と落ち合うこととした。船と徒歩でトムベクベ砦を5月4日に出発し、合流した部隊は川を遡り続け、現在のミシシッピ州アモリーの近くに5月22日に到着した。物資や船など帰還のために必要な物を守るために宿営地の防御を施し、5月24日、北東の草原を横切り約20マイル (32 km)の所にある一番近いチカソー族の集落に向かった。
5月26日、部隊は丘の上に防御を施された3つの集落、アキア、チョカファラヤおよびアペオニーに接近した。3つの集落は集合的にロングタウンとも呼ばれていた。幾らか議論した後で、部隊は攻撃に向かった。フランス軍は典型的なヨーロッパ風隊列で、チョクトー族は分散した形で進んだ。イギリスの旗が翻る交易業者の小屋があるアペオニーは避けて、大きな防御楯すなわち「マンテレッツ」と呼ばれる敷物があるアキアの集落を強襲した。フランス軍は即座にチカソー族の陣地から銃弾の雨を食らい、マンテレッツは効果がないことがわかった。攻撃部隊は丘の斜面で動きが取れなくなり、損失が増えていった。陣地から離れた小屋を占領したものの、数時間の交戦後に敵陣地に少しの突破口も見付けられないままフランス軍は後退した。夜の間にチカソー族は周りの小屋や植生を徹底的に破壊して、その有利さをさらに強固にした。フランス軍は弾薬が不足してきており、負傷者がこれ以上増えると連れ帰るのも大変になっており、またダルタギエットから何の連絡も無かったので、来た道を引き返した。

### 評価
歴史家ベンジャミン・F・フレンチは、「この戦争は軽率に始められ軽率に実行された。ド・ビエンビーユは敵地に包囲戦の用意も無く入り、砦を1回攻撃した。この時に、チカソー族の領土で落ち合うはずだったダルタギエットと連絡を取ろうともしていないし、命令を送ろうともしていない。チカソー族を一人でも捕まえてダルタギエットに関する情報を得ようともしていない。あげくに撤退して悲惨な結果になった」と述べた。アトキンソンは、構えられた陣地に正面攻撃をかけた「愚かさ」と表現した。レッドシューズというチョクトー族酋長が見たフランス軍を、アトキンソンは紹介している。「フランス軍は全くの戦いのやり方を知らなかった。我々なら30か40名で小さな村を取れた。その反対に一人を殺したと言うこともできないままに、多くの者を失った。我々の軍隊は装備も重くゆっくりと密に前進していたので、チカソー族からすれば、誰も殺さずまた傷つけずに鉄砲を放つことは不可能ということだった。」
チカソー族はイギリスとの交易ルートや、サウスカロライナとジョージアのチカソー族の領土からイギリスの武器を豊富に手に入れていた。その矩形の防柵を施した砦は小穴が開いており、やはり小穴のある円形の建物で補完されていた。この技術でチカソー族はフランスやチョクトー族からの容赦ない圧力から自分達の土地を守り抜いた。

## 1739年の遠征
1736年のオグーラ・チェトカとアキアでの大敗北の後、北ルイジアナと南ルイジアナは、チカソー族が分断したままだった。チョクトー族はチカソー族に対して容赦ない圧力を掛け続けていた。ド・ビエンビーユは本国からの命令を受けて、即座に2回目の大遠征の準備を始めた。今回は包囲戦用の武器を補い、前回欠けていた協働行動の準備も整えた。大砲、工兵技師および工夫を揃えた。兵士も多く、馬、平素の肉、兵士と物資のための前線基地、軍と装備を運ぶための道までを準備した。
ド・ビエンビーユは、技師の調査から大砲をチカソー族の集落のある高地まで運べるという保証を得て、今回はミシシッピ川を遡る経路を選んだ。ミシシッピ川がセントフランシス川と合流する場所の西堤に資材貯蔵所を建てた。ヌーベルフランス中の兵士を受け取るために現在のウルフ川マーゴットのミシシッピ川の対岸第4チカソー絶壁にド・ラサンプシオン砦を造った。
1739年8月の集合には3つの分遣隊が到着した。ド・ノヨーはニューオーリンズの衛兵を、デ・ラ・ビッショニエールはシャルトル砦から民兵と200名のイリノイ族を、およびセロロンは相当数の北方インディアンとカナダの士官学校生中隊を連れてきた。1736年のように南部軍は遅かった。ド・ビエンビーユは11月になってやっと到着し、軍勢を検分した。総勢は1,200名の白人と2,400名のインディアンであり、1736年の攻撃時のおよそ2倍であった。
しかし、軍隊は既に疫病に災いされていた。このことに加えて、その後の月の「愚行」の間、食糧不足、不満、脱走がついて回った。チカソー族集落までは190km残っていて、ライフル銃だけの兵士には大したことが無い距離であるが、包囲戦用武器を運ぶ部隊には大変なことだった。兵士は荷車や馬車を作ったが、ド・ビエンビーユは工兵技師によって計画された道を通ることとしていたので歩みは鈍く、雨で通行が難しくなった。1740年1月までに、高地の道が切り開かれたが、そうしている間にも雨で物資の供給が妨げられ、状況は耐え難いものになってきた。軍隊の様相は保っていたものの、2月になって作戦会議が開かれ「王の軍隊という評判を汚すことなくしてこれ以上進めない」という結論に達した。
3月になって遂に、セロロンが士官学校生中隊、100名の正規兵および400ないし500名のインディアンを率いて先行することになった。部隊は1736年にダルタギエットが辿ったのと同じ道を進み、直ぐに集落に到着した。セロロンはインディアン達に何をしても良いと告げ、一方で和平の申し出にも対応できるようにしていた。数日の間小競り合いが続き、交渉が行われることになった。チカソー族はチョクトー族から圧力を受け続けており、今回はド・ラサンプシオン砦で十分な準備がなされていることを知っていたので、妥当と考えられる慣習的な提案を受けるものと思っていた。フランス軍は残っているナチェズ族の者を全て解き放つよう要求した。チカソー族は、ナチェズ族が皆狩りに行っているか、あるいは永久にチカソー族の土地を離れたと返答したが、何人かのナチェズ族とフランス人捕虜を引き渡すことで和平がなった。
チカソー族はその後数年間温和しくしていたが、イギリスとの交易は続け、その攻撃的姿勢を再開することで失う物は何も無かった。包囲戦用兵器は未開の荒野を通ってはチカソー族集落まで届かなかった。軽装の兵士のみがやってくることができたが、その防御を施された集落には通用しなかった。
ド・ビエンビーユは力なく勝利を宣言した。勝利ではないとしても、少なくとも可能な予防措置は取られたと主張した。しかし、この遠征にはルイジアナ植民地全体の通常の年間予算から考えるとその3倍の費用を要し、しかも何も目に見える成果を残せなかった。ド・ラサンプシオン砦にいた1200名の白人のうち500名を含み病気で数百名が死んだ。何ヶ月も時間を要したことに明確な説明は加えられなかった。国内政治および重い装備なくして戦闘には行きたくないということが、あり得る理由とされた。

## 想像上の1752年遠征
面目を失ったド・ビエンビーユは1742年にド・ボードリューユ侯爵と交代した。ド・ボードリューユもチョクトー族の嫌がらせは奨励した。ド・ボードリューユはもう一度大遠征を試みて、チカソー族の脅威を一度そして永久に終わらせる必要があると考え、本国の上司に思いを訴えた。このような遠征が1752年に行われたとする資料が多くある。これらの資料はどれも詳細まで踏み込んだものはなく、ただ1736年の正確な繰り返しだったと言っていることは注目すべきことである。ドーソン・A・フェルプスは、フランスに唆され支援されたチョクトー族が近年に無い強攻を行ったものの大遠征が行われた事実は無いと結論づけた。

## 結果
チカソー族は寸分のすきもなく武装した遠隔の集落や強固に防御した集落で、人口や生活方式も犠牲にしてその領土を守り抜いた。フランスはチカソー族を破ることは無く、北と南に分かれた領地を繋ぐことができなかった。イリニ族とチカソー族の反目は戦争の後も長く続いた。